# Acidente do EMB-810 prefixo PT-RMN em 2020
O acidente do EMB-810 prefixo PT-RMN em 2020 foi um acidente ocorrido no dia 15 de maio daquele ano, quando a aeronave, um avião bimotor, caiu em uma zona rural no município de São Benedito, no Ceará. Quatro pessoas morreram, sendo três médicos e o piloto.

## A aeronave
O bimotor Embraer EMB-810 "Seneca" foi fabricado em 1982 e era de propriedade e operação de uma empresa de táxi aéreo piauiense, Que no momento do acidente prestava serviço de UTI aérea. A aeronave estava com a documentação em dias segundo a ANAC, e tinha licença para voos noturnos.

## O acidente
A aeronave decolou de Sobral por volta das 18h15min de sexta-feira 15 de maio de 2020, com destino a capital do Piauí, Teresina. O voo fretado e pilotado por Paulo César Magalhães Costa, tinha por objetivo levar o médico Pedro José Ferreira de Meneses, vítima de COVID-19, de Sobral onde estava internado para ser tratado em Teresina. O paciente estava acompanhado de outro médico Carlos Victor Sousa Rodrigues e da enfermeira Samara Félix.
Por volta das 19h o avião caiu em uma zona rural do município de São Benedito, na Serra da Ibiapaba. Moradores das proximidades do local da queda relataram ter ouvido o barulho da aeronave sobrevoando a baixa altitude e em seguida um forte barulho de explosão. As investigações preliminares deram conta que havia neblina na região no momento do acidente.

## Relatório final
O relatório foi concluído pelo Cenipa no dia 3 de novembro de 2022 e não indicou falha mecânica no avião. A conclusão foi que as condições meteorológicas indicavam a possibilidade de restrições de visibilidade em período noturno que limitavam a operação sob Condições de Voo Visual [en] (VMC).
O órgão indicou ainda a possibilidade do piloto Paulo César Magalhães ter sido acometido por estado emocional afetado pela ansiedade e ao estresse relacionados ao fato de estar transportando um passageiro com COVID-19 e uso de EPIs.